# Método Lamaze
O método de Lamaze foi desenvolvido pelo obstetra francês Fernand Lamaze como uma alternativa à intervenção médica durante o parto. O objetivo do método de Lamaze é manter a mãe relaxada e focalizada na respiração. Tal como o método de Bradley, o método de Lamaze envolve freqüentemente um parceiro, que irá massagear a mãe e auxiliá-la na respiração e relaxamento, e integra ação medicamentosa quando a mãe assim escolhe. Entretanto, este método fornece a mãe com os prós e contras do uso de medicamento no trabalho de parto.